# Elayne Trakand

Elayne's persoonlijke vlag

Elayne Trakand is een hoofdpersonage uit de fantasyboekencyclus Het Rad des Tijds, geschreven door Robert Jordan. Zij is de Erfdochter van Andor en haar lot wordt verbonden met Rhand Altor, de 'Herrezen Draak', die geacht wordt om de Duistere zelf te bevechten tijdens Tarmon Gai’don, de laatste slag.
Elayne van het Huis Trakand werd geboren rond 980 NE als enige dochter van Morgase Trakand, Koningin van Andor en Hoogzetel van het Huis Trakand. Als Erfdochter is ze voorbestemd de om Leeuwentroon van Andor te erven. Haar symbool is de gouden lelie. Haar vader Taringael Damodred stierf toen zij nog jong was. Ze heeft een broer (Gawein Trakand) en een oudere halfbroer (Galad), en is een van de sterkste geleidsters van de Ene Kracht sinds eeuwen. Volgens de traditie gaat ze voor haar opleiding naar de Witte Toren van Tar Valon, samen met Gawein, die voorbestemd is om haar Eerste Prins van het Zwaard te worden. Elayne is vrij lang en zeer knap. Ze heeft een volmaakt ovaal gezicht in een krans van gouden lokken, haar lippen zijn vol en rood, en haar ogen zijn diep blauw. Elayne komt erg zelfverzekerd en doelbewust, maar ook verwaand over. Ze is een geboren leider.

## Samenvatting van Elaynes avonturen
De Grote Jacht: Voor Elayne vertrekt naar Tar Valon ontmoet ze in Caemlin Rhand Altor en wordt haar lot met het zijne verbonden. Ze maakt grote indruk op de jongeman, en hij wordt haar ‘geheime’ liefde gedurende haar eerste maanden als Novice in de Toren. Als ze uitvindt dat hij mogelijk in groot gevaar is volgt zij Liandrin Sedai en haar vriendinnen Nynaeve Almaeren, Egwene Alveren en Min Fershaw via de Saidinwegen naar de Kop van Toman. Haar verdwijning uit de Witte Toren verstoort de relatie tussen Andor en de Aes Sedai. Zelf weet zij ternauwernood de val die Leandrin voor hen heeft uitgezet te ontwijken, waarna ze samen met Nyneave en Min, Egwene uit de handen van de Seanchanenen redt. Ze is erbij als ‘de Herrezen Draak’ Rhand Altor boven Falme de Duistere bevecht.
De Herrezen Draak: Onder leiding van Verin Sedai keert ze terug naar de Toren, waar ze gestraft wordt voor haar ongehoorzaamheid, maar tevens verheven wordt als ‘Aanvaarde’. Nynaeve en Egwene hebben van de Amyrlin Zetel de opdracht gekregen om de Zwarte Ajah op te sporen, en Elayne gaat hen in het geheim helpen. De Toren is inmiddels geconfronteerd met de Zwarte Ajah; Leandrin Sedai en twaalf zwarte zusters hebben de Toren verlaten nadat ze enkele ter'angrealen gestolen hebben. Nadat Egwene ontdekt heeft dat de zusters in Tyr zijn reizen de drie jonge Aanvaarden naar deze stad. Daar schakelen zij de hulp in van de dievenvanger Juilin Sandar, die echter gedwongen wordt om hen te verraden aan de Zwarte Ajah. Ondertussen heeft Mart Cauton ontdekt dat de nieuwe geliefde van Elaynes moeder een huurmoordenaar achter de Erfdochter heeft aangestuurd, waarna hij de drie Aanvaarden uit de kerkers van de Steen van Tyr redt, terwijl Rhand het zwaard Callandor trekt en de Aiel de eeuwenoude burcht innemen.
De Komst van de Schaduw: Elayne beleeft enkele romantische momenten met Rhand in Tyr, waarna zij met Nynaeve, Juilin en de Speelman Thom Merrilin vertrekt naar de gevaarlijke stad Tanchico, waar zowel de zwarte zusters als de Verzaker Moghedien trachten een mannelijke A’dam te bemachtigen om Rhand mee te ketenen. Nynaeve en Elayne houden via de Tel’aran’rhiod contact met Egwene, die met Rhand de Aiel-woestenij is ingetrokken. In Tanchico ontmoeten zij de Seanchaanse Egeanin, die hen helpt om de gevangen Panarch van Tanchico te bevrijden. Ondertussen weet Nyneave de A’dam te bemachtigen, waarna schipper Baile Domon de taak krijgt om de deze in de oceaan te gooien.
Vuur uit de Hemel: Na de gebeurtenissen in Tanchico reizen Elayne, Nynaeve, Juilin en Thom anoniem in oostelijke richting. In een klein dorpje in Amadicia worden de twee Aanvaarden gevangengenomen door een helpster van de Witte Toren, die de opdracht heeft gekregen om Elayne terug naar de Toren te brengen. Ze worden gered door Thom en Juilin, waarna ze zich aansluiten bij het reizende Beestenspul van Valan Luca. Dan ontdekt Nynaeve in de Tel’aran’rhiod dat Elaida Sedai de nieuwe Amyrlin Zetel is, en dat de Aes Sedai rebellen zich in Salidar verzamelen. Tijdens een hierop volgende confrontatie tussen Nynaeve en Moghedien redt de heldin Birgitte het leven van Nynaeve, waarna de heldin uit de Droomwereld wordt gegooid. Elayne redt Birgittes leven door haar te binden als haar zwaardhand.
Heer van Chaos: In Salidar worden Nynaeve en Elayne het gesprek van de dag omdat zij vele wonderbaarlijke ontdekkingen doen (zowel dankzij de kennis van de door Nynaeve gevangen Moghedien, als door Elayne’s Talent voor het maken van Angrealen). Nadat Egwene verheven is als nieuwe Amyrlin Zetel, verheft deze Nynaeve en Elayne tot Aes Sedai, en zendt hen naar Ebo Dar om een speciale Angreaal te zoeken die het weer kan beïnvloeden. Met hen reist Mart, die naar Salidar gezonden is om Elayne te halen. Rhand heeft inmiddels Caemlin ingenomen, nadat Elaynes moeder volgens geruchten vermoord is door haar geliefde, en wil dat Elayne de nieuwe Koningin van Andor wordt.